# Recchia fonsecai
Recchia fonsecai är en skalbaggsart som först beskrevs av Lane 1939.  Recchia fonsecai ingår i släktet Recchia och familjen långhorningar. Inga underarter finns listade i Catalogue of Life.